# Úmoří Černého moře
Úmoří Černého moře patří k hlavním úmořím na rozhraní Evropy a Asie a skrze Středozemní moře je součástí úmoří Atlantského oceánu. Tvoří je oblast, ze které do Černého moře přitéká voda buď přímo nebo prostřednictvím jeho přítoků. Jeho hranici tvoří rozvodí se sousedními úmořími. Na jihu je to úmoří Středozemního moře (příp. jeho dílčích úmoří Jaderského moře, Egejského moře a Marmarského moře), úmoří Perského zálivu (Indický oceán) a bezodtoká povodí v Turecku, na západě úmoří Severního moře, na severu úmoří Baltského moře a na východě endorheické povodí Kaspického moře. Má rozlohu 1 874 904 km² a jeho nejvyšším bodem je s nadmořskou výškou 5201 m hora Šchara na Kavkaze. Funkčně je jeho součástí také úmoří Azovského moře, jehož hlavními přítoky jsou Don a Kubáň; včetně něj má plochu téměř 2,5 milionu km². 
Na úmoří Černého moře se nacházejí některé z největších řek Evropy – Dunaj, Dněpr a Dněstr patří do první desítky podle délky, první dvě i co do průtoku. Díky Dunaji zasahuje toto úmoří hluboko do střední Evropy, v Chorvatsku sahá až téměř k Jaderskému moři. Západní a jižní část úmoří je poměrně hornatá (Alpy, Karpaty, Dinaridy, Balkanidy, Pontské hory, Kavkaz), severovýchodní část je převážně rovinatá (Východoevropská rovina).
Úmoří zasahuje do 24 států Evropy a Asie, do některých však jen nepatrně. Kompletně se v něm nacházejí Maďarsko, Moldavsko a Rumunsko, z naprosté většiny také Rakousko, Slovensko, Srbsko nebo Ukrajina. Do Česka zasahuje prostřednictvím povodí Moravy, zhruba se jedná o území historické země moravské.

## Dílčí povodí
| povodí               | rozloha (km²) | státy | nejvyšší bod        | nadm.výška(m) | odtékající řeka | průtok v ústí (m³/s) |
| -------------------- | ------------- | --- | ------------------- | ------------- | --------------- | -------------------- |
| Povodí Dunaje        | 801 463       | Albánie · Bosna a Hercegovina · Bulharsko · Černá Hora · Česko · Chorvatsko · Itálie · Kosovo · Maďarsko · Moldavsko · Německo · Polsko · Rakousko · Rumunsko · Severní Makedonie · Slovensko · Slovinsko · Srbsko · Švýcarsko · Ukrajina | Piz Bernina         | 4049          | Dunaj           | 6 500                |
| Úmoří Azovského moře | 586 000       | Rusko · Ukrajina | Elbrus              | 5642          | Kerčský průliv  |                      |
| Povodí Dněpru        | 516 300       | Bělorusko · Rusko · Ukrajina | Dzjaržynskaja hara  | 345           | Dněpr           | 1 670                |
| Povodí Kızılırmaku   | 77 100        | Turecko | Erciyes Dağı        | 3916          | Kızılırmak      | 184                  |
| Povodí Dněstru       | 72 100        | Moldavsko · Polsko · Ukrajina | Hoverla             | 2061          | Dněstr          | 310                  |
| Povodí Sakarye       | 65 000        | Turecko | Köroğlu Tepesi      | 2499          | Sakarya         | 193                  |
| Povodí Jižního Bugu  | 63 700        | Ukrajina | ve Vinnycké oblasti | 384           | Jižní Bug       | 350                  |
| Povodí Yeşilırmaku   | 36 100        | Turecko | Tekeli Dağı         | 2624          | Yeşilırmak      | 150                  |
| Povodí Čorochu       | 22 000        | Gruzie · Turecko | Kaçkar Dağı         | 3937          | Čoroch          | 285                  |
| Povodí Rioni         | 13 400        | Gruzie | Čančachi            | 4462          | Rioni           | 405                  |
| Povodí Inguri        | 4 060         | Gruzie | Šchara              | 5201          | Inguri          | 170                  |